# テオドラス・カリヨタイティス

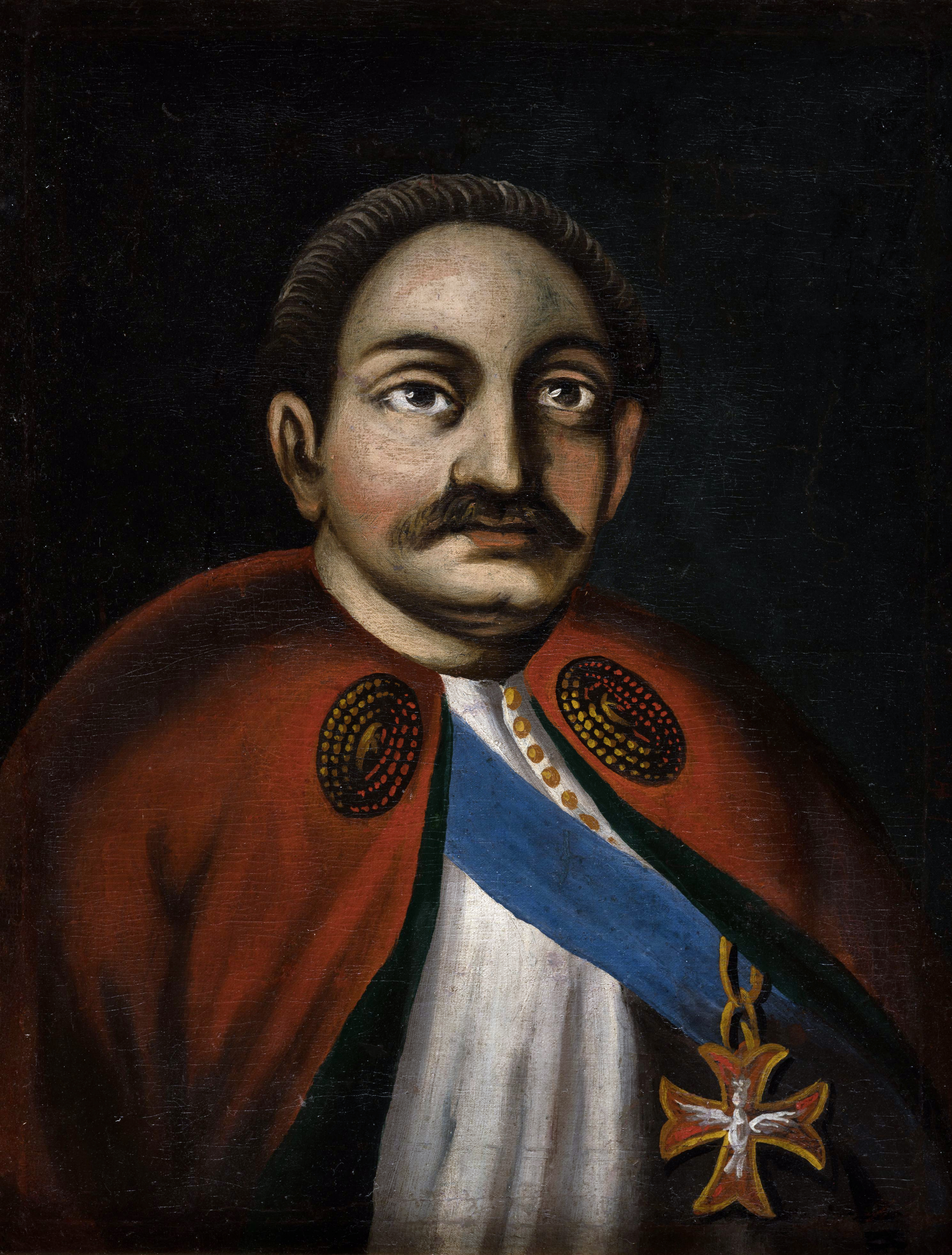
テオドラス・カリヨタイティス

テオドラス・カリヨタイティス（リトアニア語：Teodoras Karijotaitis, ? - 1414年）は、リトアニア大公ゲディミナスの息子ナヴァフルダク公カリヨタスの息子で、ポドレ公（1388年 - 1393年）、ナヴァフルダク及びホメリの公（? - 1360年）、ベレグとサロスの知事を務めた。

## 生涯
父が没した後の1360年頃、ナヴァフルダク公国の地を有していたテオドラスは叔父ケーストゥティスに自分の領地を譲ることを余儀なくされた。1360 - 1370年頃にテオドラスはハンガリーに住み、そこで何らかの所領を受け取った。さらに、恐らくはボスニアの太守スティエパン2世の娘であろうオリガと結婚している。しかし、1388年にテオドラスは既に従兄弟のコンスタンティナスと共に文書で言及されている。
1388年までにテオドラスはポドレの公となった。1385年のクレヴォの合同以降の政治上の変化はテオドラスをキエフ公ヴラディミラス、シーヴェルシクィイ公カリブタス、ヴィテブスク公シュヴィトリガイラ、モルダヴィア公ロマン1世と提携することを余儀なくさせた。この時、最も積極的であった支持者の輪にボリス・コリヤトヴィチが加わった。ヴィータウタスには同盟を一人ずつ粉砕していく力量があった。1393年の秋にモルダヴィア＝ポドレ連合軍は敗北を喫した。テオドラスはポドレの地を去り、ハンガリー国王 ジグモンドに闘争を続けるための援助を求めるために家族と共に同国に落ち延びていった。ポドレはモルダヴィアとハンガリーの援軍を率いて来た太守ネスティサのもとに残された。ポドレの要塞は十分に強化され、ハンガリーからの援軍が来るまでにヴィータウタス軍の包囲に耐えることが期待された。ヴィータウタスはブラーツラフとスコイレチを受け取った。カミャネッツの住民は夜中にリトアニア軍を町に入れた。太守ネシュザルはスモトリチ、スカル、チエルレニィイの都市を案内した。ヴィータウタスはカミャネッツをメリシュティナからポーランド軍司令官であるスピトコヴィに渡した。
テオドラスは従兄弟のポーランド国王ヴワディスワフ2世と和解することなく、自身のポドレの権利をジグモンドに譲渡し、その代わりにベレグとサロスの両州を、1396年には終生の支配領地としてムカチェヴェとマコヴィツィヤを受け取った。自らの中心都市としてラトリカ川付近を選んでいる。この地で新しいパラノク城を建て、長きに十分に渡ってザカルパッチャの主要な文化の中心になったと評価しうる図書館が附属した聖ニコラエフスク修道院の基礎を築いた。テオドラスは自身の支配地を強化し且つ産業を発達させ、正教会及びルーシの文化を保護した。妻のオリガは山麓の村よりも高いソロチンスク山に女子修道院を建立した。
テオドラスは1414年に死去し、聖ニコラエフスク修道院主導のもとでその葬儀が盛大に執り行われた。妻のオリガは1416年に死去している。 娘のマリアはEmerich Marcaliに、アンナはハンガリー宮中伯ガライ2世・ミクローシュにとそれぞれハンガリー貴族に嫁いでいる。テオドラス死去時にすでに息子も死去しており、領地は後にハンガリー王家に返却された。
1393年にブリャンスク公グレプ・ドミトリヴィチが保証人となったヨナス・ザディヴィダスはテオドラス・カリヨタイティスの息子の可能性がある。

## 家族
ボスニアの太守スティエパン2世の娘とみられるオリガ（1416年没）と結婚し、以下の子女をもうけた。
- (?) ヴラディミラス
- (?) ヨナス・ザディヴィダス（1393年以後没）
- マリア (1416年以後没) - Emerich Marcaliと結婚
- アンナ (1416年以降没) - ハンガリー宮中伯ガライ2世・ミクローシュと結婚